# La Val (Gard)
La Val (en francès Laval-Pradel) és un municipi francès situat al departament del Gard i a la regió d'Occitània.